# Кабальеро, Диего
Диего Кабальеро (исп. Diego Caballero; ум. 1560) — испанский торговец и конкистадор, исследователь Карибского моря и островов у побережья Венесуэлы. Организовал налёты на туземцев, которых он затем использовал в качестве рабов на добыче жемчуга и других предприятиях. Накопил огромные богатства в Америке, вкладывал деньги в предприятия по всей Испанской империи. Таким образом стал очень богатым, возможно, самым влиятельным испанским купцом своего времени. Приобрел несколько официальных постов на службе короля Карла V.

## Биография
Родился в конце XV века в Гуадалупе, сын Педро Кабальеро и Каталины де Вильегас. В начале марта 1517 года, воспользовавшись тем, что его двоюродный брат Эрнандо Кабальеро был мэром Санто-Доминго, Диего получил разрешение на переселение на Гаити вместе с братом Алонсо. Он происходил из зажиточной семьи благородного происхождения, так что ему удалось получить важные официальные посты на острове.
Диего сразу же был назначен на должность в Королевской аудиенсии Санто-Доминго — королевском суде. Благодаря этой должности, его коммерческое и политическое влияние распространилось вдоль побережья провинции Тьерра Фирма от Санта-Марта до острова Тринидад. Диего был человеком многих талантов, служил ответственным за финансы Эспаньолы и был его военным губернатором острова, а также открыл там несколько частных предприятий.
Через некоторое время Диего Кабальеро оставил все свои официальные посты и посвятил себя целиком судоходству и международной торговле по обе стороны Атлантики.
Он получил лицензию на строительство флота и установление господства над индейцами вдоль побережья Венесуэлы, между Кабо-де-Сан-Роман и Кабо-де-ла-Вела и на прилегающих островах. Более года Диего эксплуатировал индейцев на предприятиях по добыче жемчуга, что было распространено в Вест-Индии в то время, несмотря на официальное запрещение законами.
Далее Кабальеро занялся торговлей жемчугом. Он купил четыре корабля и послал своего брата Алонсо в Севилью, где тот возглавил факторию. Затем Диего начал посылать ценные породы дерева в Севилью, а также драгоценные металлы, жемчуг и другие драгоценные материалы, в изобилии найденные на карибском островах Кубагуа и Маргарита. В свою очередь, его корабли возвращались из Испании нагруженными текстилем и различными инструментами, инвентарем и других полезными материалами из Европы. По мере развития предприятия рос размер торгового флота Кабальеро, открывались новые представительства, привлекались новые сотрудники, в том числе племянник Диего, Франсиско Кабальеро, которого он назначил жемчужными промыслами в Кабо-де-ла-Вела.
После того, как предприятие стало приносить Кабальеро большую прибыли и полезные связи, он подписал 4 августа 1525 года соглашение с королём Карлом V на разведочные работы на территории провинции Венесуэла, от Кабо-де-Сан-Роман до Кабо-де-ла-Вела. Лишь усилия богатых банковских семей Фуггер и Вельзер помешали Кабальеро стать губернатором Венесуэлы.
К тому времени Диего открыл несколько новых коммерческих морских путей и запустил новые жемчужные промыслы в Кубагуа, Кабо-де-ла-Вела и Панаме. Церковь требовала лучшего обращения с порабощенными индейцами, и Диего как «добрый христианин» распорядился, чтобы его ныряльщики слушали мессу перед погружением и обязательно женились на местных женщинах (недорогой способ поддержания численности водолазов). Кроме того, он распорядился, чтобы его «жемчужное стадо» получало более хорошее питание плюс половину пинты вина в день, рубашки, шорты, обувь, гамаки или соломенные тюфяки.
В 1535 году Кабальеро навсегда вернулся в Испанию и поселился в Севилье. Он купил себе должность в городском совете, тем самым демонстрируя своё огромное богатство. Диего продолжал торговать в Северной и Южной Америке, а также расширил свои предпринимательскую деятельность за счёт продажи вина, масла, текстиля и рабов по всей Испании и империи, в том числе во Фландрии.
По достижении преклонного возраста он решил уйти из коммерческой деятельности и, благодаря огромной прибыли от рабского труда индейцев, поселиться с комфортом в Севилье, посвятив себя благотворительности. Каждый год, в соответствии со своим обещанием, он совершал паломничество в святилище в Эстремадуре, чтобы поблагодарить Богородицу за то, что она сделала для него, и помолиться за свою семью и за спасение своей души.
27 ноября 1560 года, он умер, в последней исповеди он просил молиться за души его ныряльщиков за жемчугом, свою собственную душу, за мир и процветание Севильи.